# Neanura persimilis
Neanura persimilis är en urinsektsart som beskrevs av Mills 1934. Neanura persimilis ingår i släktet Neanura och familjen Neanuridae. Inga underarter finns listade i Catalogue of Life.